# علی بن ابراهیم قمی
او فرزند ابراهیم بن هاشم قمی، از علما و مشایخ بزرگ شیعه‌ ایرانی  است و زمان دو امام شیعه، هادی و حسن عسکری را درک کرده و تا سال ۳۰۷ قمری، زنده بود. تلاش بی وقفه‌اش به حدی بوده‌است که علی بن ابراهیم توفیق یافته تا تعداد ۷۱۴۰ روایت را نقل کند. او در اواسط عمر یا به نقل بعضی‌ها در اواخر عمر نابینا شد.

## آثار
آثار او را بیشتر از ۱۵ جلد کتاب گفته‌اند که از میان کتابهای پر ارزش او، تفسیرش (تفسیر علی بن ابراهیم قمی) به‌طور کامل بدست آمده‌است. دیگر آثار او را چنین نام برده‌اند:
- التفسیر
- اخبارالقرآن و روایاته نوادر القرآن
- کتاب الناسخ و المنسوخ
- الشرایع
- قرب الاسناد[۵]
- حیض
- توحید و شرک
- المغازی
- المناقب
- اختیار القرآن
- التوحید و الشرک
- فضائل امیرالمؤمنین
- الانبیاء
- المشذر
- رساله‌ای در معنای هشام و یونس
- جواب مسائل محمد بن بلال.

## استادان و شاگردان
بعضی تعداد ۴۸ استاد را برای وی شمردند که ما از معجم رجال خویی تعدادی از آن را بیان می‌کنیم:
پدرش ابراهیم بن هاشم، احمد بن عبدالله، احمد بن اسحاق بن سعید، احمد بن محمد، احمد بن محمد بن خالد البرقی، اسحاق بن ابراهیم (اخیه)، اسماعیل بن محمد الملکی، ایوب بن نوح، حسن بن محمد، الحسن بن موسی الخشاب، الحسین بن الحسن، ریان بن الصلت، السری بن الربیع، محمد بن الخضاب، صالح بن السندی، صالح بن عبدالله، العباس بن معروف، عبدالله بن الصلت، عبدالله بن محمد بن عیسی، علی بن اسحاق، علی بن حسان، علی بن شیره، علی بن محمد القاسانی، محمد بن اسحاق الفضاف، محمد بن الحسین، محمد بن خالد الطیالسی، محمد بن سالم، محمد بن علی، محمد بن عیسی، المختار بن محمد بن المختار الهمدانی، موسی بن ابراهیم المحاربی، هارون بن سلم، یاسر الضرام، یعقوب بن یزید و....
برخی از شاگردان علی بن ابراهیم عبارتند از:
محمد بن یعقوب بن اسحاق کلینی، احمد بن زیاد بن جعفر همدانی، حسن بن حمزه علوی، علی بن بابویه قمی، محمد بن علی بن ماجیلویه، حمزه بن محمد علوی، محمد بن حسن بن ولید، محمد بن قولویه قمی و....